# 小行星8159
小行星8159（8159 Fukuoka）是一颗绕太阳运转的小行星，为主小行星带小行星。该小行星于1990年1月24日发现。

## 轨道参数
小行星8159的轨道半长轴为2.6253561 UA，离心率为0.293。